# Storm Over Bengal
Storm Over Bengal ist ein US-amerikanischer Abenteuerfilm aus dem Jahr 1938 von Sidney Salkow.

## Handlung
Während seiner Dienstzeit in Britisch-Indien hat sich Lieutenant Neil Allison in Joan Lattimore, die Verlobte seines Bruders Jeffrey, verliebt. Zur gleichen Zeit liegt der Maharadscha von Lhanapur im Sterben. Seine Untergebenen wollen verhindern, dass er von den Plänen Ramin Khans erfährt, der die Briten aus dem Land treiben will. Ramin will Jeffrey, dem bekanntesten Captain der britischen Armee, aus dem Weg räumen und verspricht dafür eine hohe Belohnung. Ramin weiß jedoch nicht, dass ausgerechnet Jeffrey, verkleidet als heiliger Mann, sein Lager ausspioniert hat und unerkannt entkommen ist.
Jeffrey kommt im britischen Fort an. Er ist froh, Joan und Neil wohlbehalten vorzufinden. Joan soll zu ihrer eigenen Sicherheit nach der Hochzeit abreisen, was Neil, der immer im Schatten seines Bruders stand, verärgert. Noch vor der Hochzeit wird Jeffrey auf eine wichtige Mission geschickt. Er soll den sterbenden Maharadscha aufsuchen, um die Erlaubnis einzuholen, britische Truppen nach Lhanapur zu schicken. Der Maharadjah unterzeichnet den Erlass, als Ramin in das Gemach stürmt, um Jeffrey gefangen zu nehmen. Jeffrey kann jedoch entkommen und das Dokument seinem Unteroffizier Hallett übergeben, der sich mit dem Papier auf den Weg zurück macht. Jetzt erst kann Ramin Jeffrey gefangen nehmen, was Hallett, der bei seiner Flucht schwer verletzt wird, im Fort melden kann, bevor er stirbt.
Neil ist kein erfahrener Pilot, dennoch will er mit seinem Flugzeug die nach Lhanapur ziehenden britischen Truppen vor einem Hinterhalt warnen. Ramin will unterdessen Jeffrey zwingen, Falschmeldungen über Funk zu verbreiten, doch er bleibt damit erfolglos. Neil sichtet die Truppen und muss eine Notlandung machen, bei der er ums Leben kommt. Doch die Nachricht über den Hinterhalt wird gefunden und dem Kommandanten, Colonel Torrance, übergeben. Ramins Leute treffen auf vorbereitete britische Truppen. Während des Kampfes bricht Jeffrey aus seiner Gefangenschaft aus und sprengt ein Munitionsdepot der Aufständischen in die Luft. Jeffrey erreicht seine kämpfenden Kameraden, die Ramin und seine Leute besiegen. Der Frieden in dieser Region ist wieder gesichert. Jeffrey und Joan planen ihre Hochzeit, sie wissen, dass Neils waghalsiger Flug zum Sieg verholfen hat.

## Auszeichnungen
1939 wurde der Film in der Kategorie Beste Filmmusik für den Oscar nominiert.

## Hintergrund
Die Premiere fand am 14. November 1938 statt.
Die Produktion der Republic Pictures wies einige Parallelen zu dem Hit der Gesellschaft Paramount Pictures aus dem Jahr 1935 Bengali (OT: Lives of a Bengal Lancer) auf, bei dem auch die Darsteller Cromwell, Tapley und Dumbrille mitwirkten. Kritiker wiesen jedoch darauf hin, dass die Qualität des Republic-Films nicht so hoch sei.